# Lucie Baines
Lucie Baines er en dansk jazz rap-gruppe bestående af Kresten Osgood (trommer), Thomas Vang (bas) og Gísli (vokal/rap)